# Ernst Heinicker
Ernst Karl Johann Heinicker (Lipsia, 17 novembre 1906 – Waldheim, 4 novembre 1950) è stato un militare tedesco, leader delle SA e vice comandante del campo di concentramento di Hohnstein.

## Biografia
Heinicker fu membro del NSDAP e della SA dal 1931 al 1945, dove ottenne il grado di comandante nel 1933. L'8 marzo 1933, gli uomini delle SA occuparono il castello di Hohnstein e allestirono un cosiddetto "campo di custodia protettiva". Dopo l'incendio del Reichstag, avvenuto nel 28 febbraio 1933, gli oppositori politici furono arrestati con l'intento di fiaccarli attraverso umiliazioni e violenze. In seguito alla notte dei lunghi coltelli, il Putsch del 30 giugno 1934, le SS guidate da Karl Otto Koch presero il controllo del campo prima che fosse sciolto il 25 agosto 1934. Dopo lo scioglimento, furono trovati 17 corpi di cui due murati.
Heinicker divenne vice comandante del campo di concentramento di Hohnstein nell'aprile 1934 e fu deposto nello stesso anno. Nel maggio 1935 ci fu un processo contro 23 guardie del campo, tra cui lo stesso comandante Erich Jähnichen, per "lesioni corporali collettive". Heinicker fu condannato a 18 mesi di carcere per maltrattamenti ai detenuti. Per ordine personale di Adolf Hitler, la sentenza fu annullata contro la volontà del Ministero della Giustizia del Reich.
Dopo alcuni anni passati nei campi speciali sovietici, il 21 giugno 1950, Heinicker fu imputato ai processi di Waldheim: dopo un processo farsa di appena undici ore alla presenza del ministro della Giustizia della Germania dell'Est Max Fechner, fu condannato a morte e giustiziato il 4 novembre.